# Ghillean Prance
Sir Ghillean Tolmie Prance est un botaniste britannique, né le 13 juillet 1937.
Après avoir passé 25 années au jardin botanique de New York, Prance est le onzième directeur des jardins botaniques royaux de Kew de 1988 à 1999.
Très actif dans les domaines de la conservation et de la préservation des ressources végétales, Prance est à l'origine du Millennium Seed Bank Project. Il a dirigé plusieurs expéditions dans les forêts amazoniennes au Brésil. Parmi ses travaux de botanique économique, il s'est particulièrement intéressé à l'étude de la noix du Brésil (Bertholletia excelsa).

## Distinctions
- Membre de l'Académie des sciences du Brésil
- 1990 : médaille linnéenne
- 1999 : médaille Victoria de l'honneur

## Éponymie
- Plusieurs espèces amazoniennes ont reçu l'épithète prancei en son honneur.

## Publications
- avec Marlene Freitas da Silva :
  - Flora Neotropica : Caryocaraceae, New York, 1973, 75 p.  (ISBN 0-89327-294-9)
  - Arvores de Manaus, Instituto Nacional de Pesquisas da Amazônia, Manaus, Amazonas, 1975, 312 p.
- Chrysobalanaceae  (ISBN 0-89327-292-2)